# Meister des Güstrower Altars
Meister des Güstrower Altars ist der Notname eines unbekannten, wohl flämischen Künstlers vom Beginn des 16. Jahrhunderts.
Der Meister des Güstrower Altars geht auf eine Benennung durch Alphonse Wauters im Jahr 1893 zurück. Bis dahin waren die Malereien an dem von Jan Borreman d. J. in 1522 Brüssel geschnitzten Altar für die Pfarrkirche St. Marien in Güstrow unbestritten Bernard van Orley zugewiesen worden. Die Revision dieser Auffassung wurde in der Kunstgeschichte ab 1893 mit der geringeren Qualität der Tafelmalereien in Güstrow begründet. Allerdings geht die Kunstgeschichte davon aus, dass der Meister des Güstrower Altars aufgrund der verwandten, aber gröberen Malweise in der Werkstatt Bernard van Orleys als Gehilfe oder Schüler tätig gewesen sein muss.